# ジュール・ジラルデ
ジュール・ジラルデ （Jules Girardet、1856年4月10日、パリ - 1938年1月、パリ）は、フランスの画家。

## 略歴
パリでスイスのユグノーである版画家、ポール・ジラルデと妻ルイーズ・アレクサンドリーヌ・サンドズの子として生まれた。父親は版画家のシャルル・サミュエル・ジラルデの息子で、兄弟や叔父に多くの、画家、版画家を出した家系の出身である。ジュール・ジラルデの兄のウジェーヌ・ジラルデは画家になり、弟のレオン・ジラルデも画家になった。
エコール・デ・ボザールで絵を学び、アレクサンドル・カバネルに師事した。彼は主に肖像画、歴史画（ブルターニュの革命戦争など）を描き、オリエントを題材とした作品を数作描いた。彼の作品は1881年のサロン・ド・パリで栄冠を得て、1889年のパリ万国博覧会で銀メダルを獲得した。

## 作品

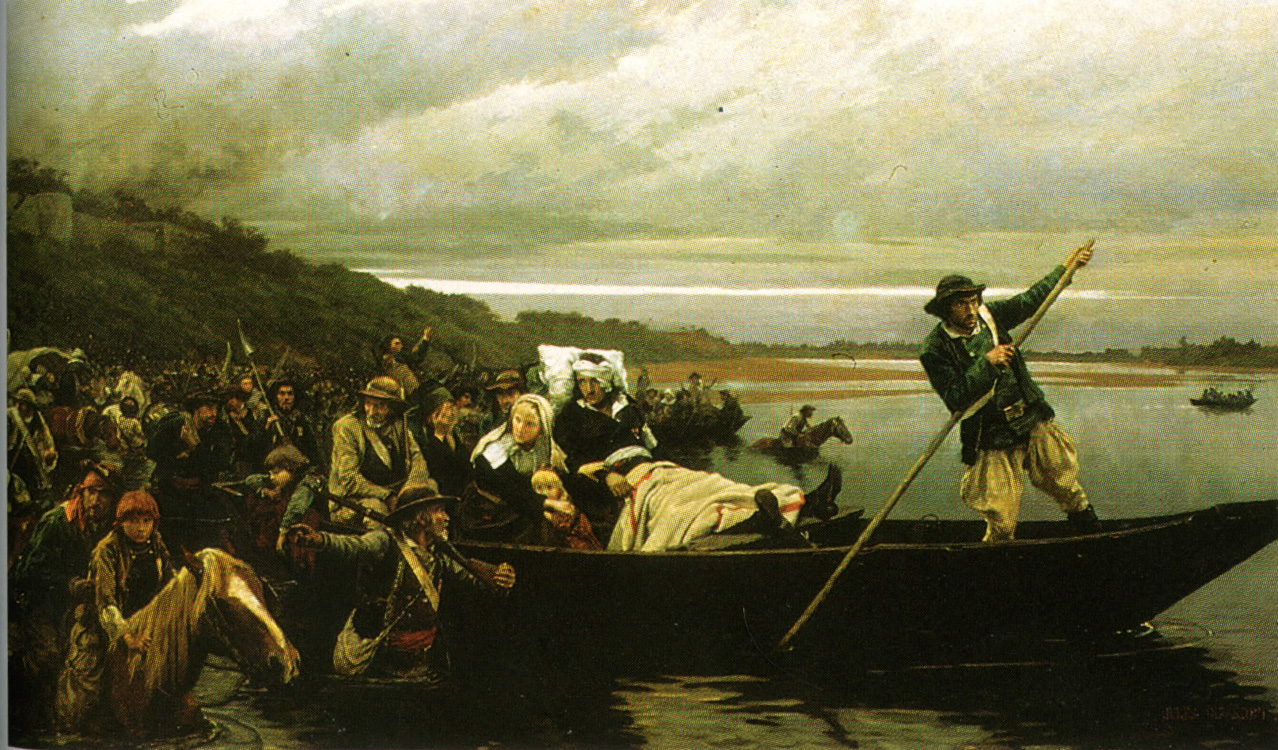
ロワール川を渡るレスキュールとヴァンデ軍
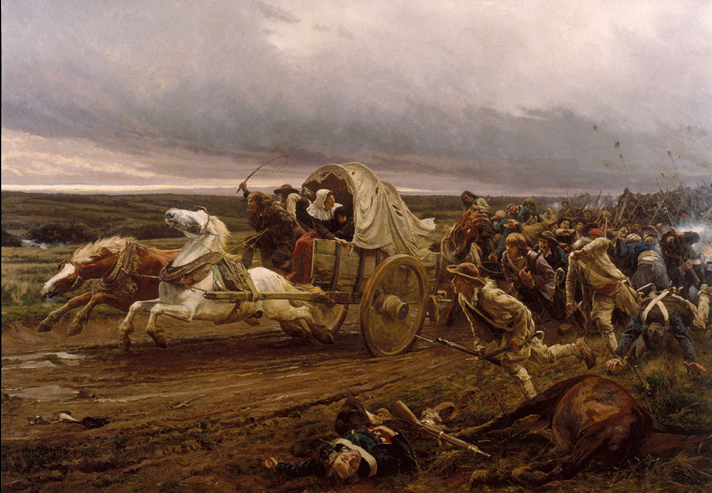
ショレの敗走
カンペールの国民衛兵に逮捕されたフエナンの反乱者
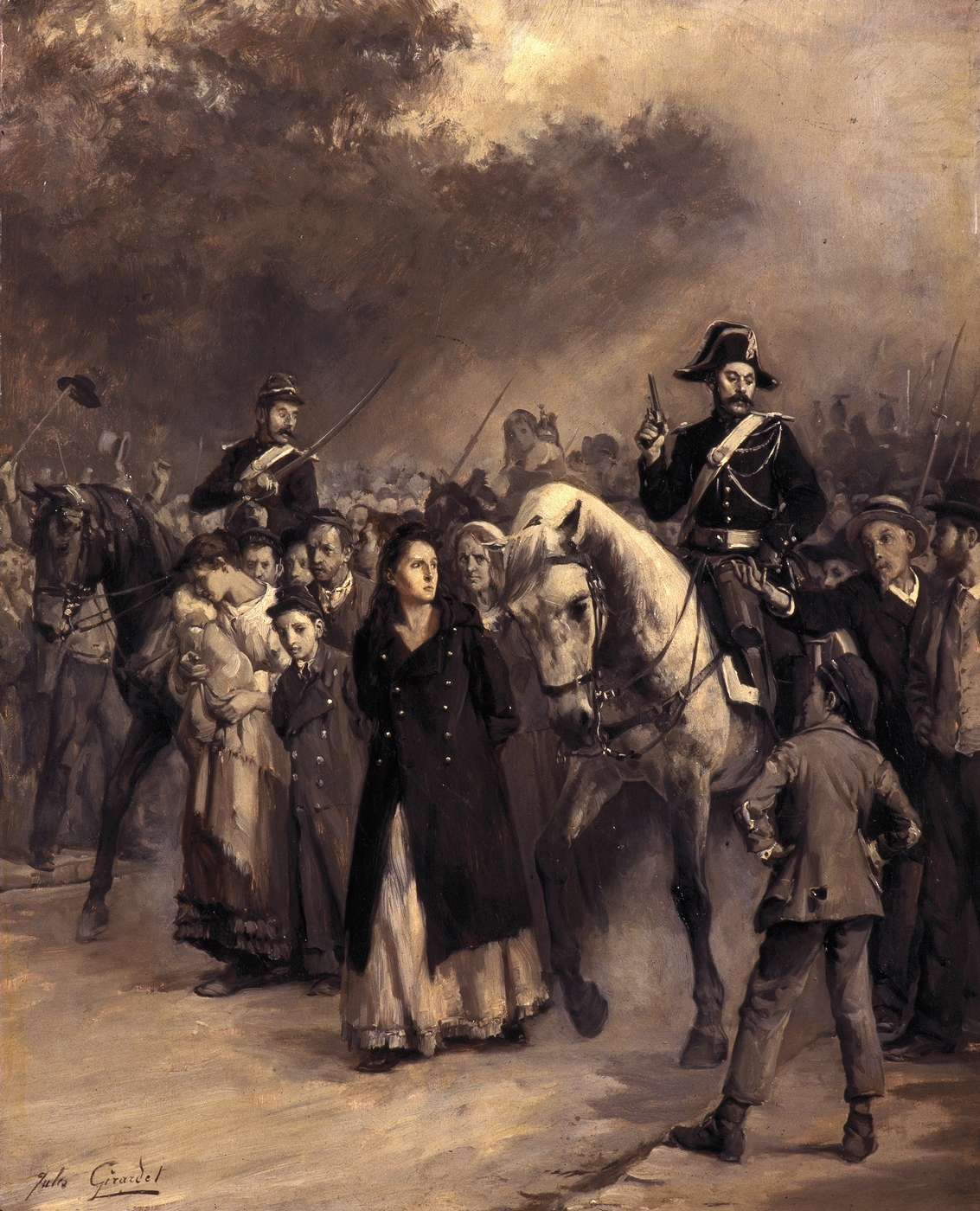
ルイーズ・ミシェルの逮捕